# Ivo Ivanov
Ivo Ivanov Ivanov, dit Ivo Ivanov, né le 11 mars 1985 à Kazanlak en Bulgarie, est un footballeur international bulgare, qui joue au poste de défenseur au Beroe Stara Zagora. 
Il est connu pour avoir inscrit le but le plus rapide contre son camp, 14 secondes après son entrée en jeu contre le LOSC Lille Métropole en Ligue Europa.

## Palmarès
- Vainqueur de la Coupe de Bulgarie en 2010 avec le Beroe Stara Zagora